# Кубок Шотландії з футболу 1897—1898
Кубок Шотландії з футболу 1897–1898 — 25-й розіграш кубкового футбольного турніру у Шотландії. Титул втретє здобув Рейнджерс.

## Перший раунд
| Команда 1                    | Рахунок | Команда 2               |
| ---------------------------- | ------- | ----------------------- |
| 8 січня 1898                 |         |                         |
| Аберкорн (2)                 | 1:1     | Гіберніан (1)           |
| Артурлі (-)                  | 0:7     | Селтік (1)              |
| Ейр Паркхаус (-)             | 2:1     | Кілмарнок Атлетік (-)   |
| Безгейт (-)                  | 2:4     | Картвейл (-)            |
| Дамфріс Гіберніан (-)        | 2:7     | Сент-Міррен (1)         |
| Данді (1)                    | 2:1     | Партік Тісл (1)         |
| Данді Вондерерс (-)          | 3:2     | Оріон (-)               |
| Бонесс (-)                   | 0:6     | Квінз Парк (-)          |
| Кілмарнок (2)                | 5:1     | Сикс ГРВ (-)            |
| Літ Атлетік (2)              | 2:0     | Порт-Глазго Атлетік (2) |
| Лоуші Юнайтед (-)            | 0:8     | Гарт оф Мідлотіан (1)   |
| Грінок Мортон (2)            | 7:1     | Мотервелл (2)           |
| Рейт Роверз (-)              | 2:4     | Іст Стерлінгшир (-)     |
| Рейнджерс (1)                | 8:0     | Полтон Вейл (-)         |
| Сент-Бернардс (1)            | 1:1     | Дамбартон (-)           |
| 15 січня 1898                |         |                         |
| Клайд (1)                    | 1:3     | Терд Ланарк (1)         |
| 15 січня 1898 (перегравання) |         |                         |
| Гіберніан (1)                | 7:1     | Аберкорн (2)            |
| Дамбартон (-)                | 1:3     | Сент-Бернардс (1)       |

## Другий раунд
| Команда 1             | Рахунок | Команда 2           |
| --------------------- | ------- | ------------------- |
| 22 січня 1898         |         |                     |
| Данді (1)             | 2:0     | Сент-Міррен (1)     |
| Данді Вондерерс (-)   | 3:6     | Ейр Паркхаус (-)    |
| Гарт оф Мідлотіан (1) | 4:1     | Грінок Мортон (2)   |
| Гіберніан (1)         | 3:1     | Іст Стерлінгшир (-) |
| Кілмарнок (2)         | 9:2     | Літ Атлетік (2)     |
| Рейнджерс (1)         | 12:0    | Картвейл (-)        |
| Сент-Бернардс (1)     | 0:5     | Квінз Парк (-)      |
| Терд Ланарк (1)       | 3:2     | Селтік (1)          |

## Чвертьфінали
| Команда 1        | Рахунок | Команда 2             |
| ---------------- | ------- | --------------------- |
| 5 лютого 1898    |         |                       |
| Ейр Паркхаус (-) | 2:7     | Кілмарнок (2)         |
| Данді (1)        | 3:0     | Гарт оф Мідлотіан (1) |
| Квінз Парк (-)   | 1:3     | Рейнджерс (1)         |
| Терд Ланарк (1)  | 2:0     | Гіберніан (1)         |

## Півфінали
| Команда 1                      | Рахунок | Команда 2       |
| ------------------------------ | ------- | --------------- |
| 19 лютого 1898                 |         |                 |
| Кілмарнок (2)                  | 3:2     | Данді (1)       |
| Рейнджерс (1)                  | 1:1     | Терд Ланарк (1) |
| 26 лютого 1898 (перегравання)  |         |                 |
| Терд Ланарк (1)                | 2:2     | Рейнджерс (1)   |
| 12 березня 1898 (перегравання) |         |                 |
| Терд Ланарк (1)                | 0:2     | Рейнджерс (1)   |

## Фінал
| 26 березня 1898 15:00 (CET) |

| Рейнджерс (1)              | 2:0      | Кілмарнок (2) |
| -------------------------- | -------- | ------------- |
| А.Сміт 59' Р.Гамільтон 63' | Протокол |               |

| Гемпден-Парк, Глазго Глядачів: 13 000 |